# Ettusenett
Ettusenett, även kallat kiautschou, är ett tyskt kortspel för två spelare. 
Spelet går ut på uppnå poängsumman 1001 eller mer, dels genom att vinna stick som innehåller så värdefulla kort som möjligt, dels genom att kunna visa upp par, det vill säga kung och dam i samma färg på handen. Paren ger olika hög poäng beroende på färg. 
En lek med 24 kort (utan tvåor t.o.m. åttor) används. Spelarna får i given åtta kort var och resterande kort bildar en talong, från vilken spelarna kompletterar sina händer efter varje spelat stick. Från och med det att talongen tagit slut spelar man med en trumffärg, vilken bestäms av det senast uppvisade paret. 
Spelet har fått sin alternativa benämning efter den förutvarande tyska besittningen Kiautschou i Kina.